# Station Hellemmes
Station Hellemmes is een spoorwegstation in de Franse stad Rijsel.

## Treindienst
| Serie         | Treinsoort      | Route                                | Bijzonderheden |
| ------------- | --------------- | ------------------------------------ | -------------- |
| P 81 IC 19900 | TER (SNCF/NMBS) | Lille-Flandres – Hellemmes – Doornik |                |